# Coesula simulator
Coesula simulator là một loài tò vò trong họ Ichneumonidae.